# Tillandsia biflora
Espèce
Classification phylogénétique
Synonymes
- Diaphoranthema biflora (Ruiz & Pav.) Beer

Tillandsia biflora est une espèce de plantes à fleurs de la famille des Bromeliaceae, largement répandue de la Mésoamérique à l'Amérique du Sud. L'épithète biflora signifie « à deux fleurs » et se rapporte à la morphologie habituelle des épis individuels de l'inflorescence.

## Synonymies

### Synonymie nomenclaturale
- Diaphoranthema biflora (Ruiz & Pav.) Beer

### Synonymie taxonomique
- Tillandsia tetrantha Griseb. non Ruiz & Pav[1],[2].
- Tillandsia grisebachiana Baker[1],[2]
- Tillandsia augustae-regiae Mez[1],[2]

## Protologue et type nomenclatural
- Tillandsia biflora Ruiz & Pav., Fl. Per. 3: 41, no 4, tab. 268b (1802)

Diagnose originale
- « T. scapo racemoso, floribus geminis, foliis ensiformibus acutis. »

Type
- Ruiz & Pav., Fl. Per. : tab. 268b (1802)

## Distribution et habitat

### Distribution
L'espèce se rencontre largement en Amérique central, notamment au Costa Rica, et au Panama et en Amérique du Sud, en Bolivie,,,, Colombie,,,, Pérou,,, notamment dans les Andes péruviennes,, ainsi qu'au Venezuela.

### Habitat
Selon les auteurs, l'espèce croit entre 1130 et 3 000 mètres d'altitude, notamment entre 1 130 et 2 630 mètres pour Carl Christian Mez, entre 1 000 et 3 000 mètres pour W. Rauh ou entre 1 900 et 3 000 mètres pour A. Roguenant.

## Description
Tillandsia biflora est une plante herbacée en rosette acaule monocarpique vivace par ses rejets latéraux, épiphyte,, et parfois saxicole.

## Comportement en culture
Tillandsia biflora est réputée être de culture difficile.